# Jessie Begarin
Jessie Begarin (Les Abymes, 5 luglio 1988) è un cestista francese.

## Palmarès

### Nazionale
- Mondiali Under-19
 Serbia 2007